# Jacurso
Jacurso é uma comuna italiana da região da Calábria, província de Catanzaro, com cerca de 839 habitantes. Estende-se por uma área de 21 km², tendo uma densidade populacional de 40 hab/km². Faz fronteira com Cortale, Curinga, Filadelfia (VV), Maida, Polia (VV), San Pietro a Maida.

## Demografia
| Variação demográfica do município entre 1861 e 2011                               |
|                                                                                   |
| Fonte: Istituto Nazionale di Statistica (ISTAT) - Elaboração gráfica da Wikipedia |